# Limonia aquilina
Limonia aquilina là một loài ruồi trong họ Limoniidae. Chúng phân bố ở miền Cổ bắc.